# ルーシー・ローレス
ルーシー・ローレス（Lucy Lawless、1968年5月29日 - ）は、ニュージーランドの女優、歌手。
1995年、アメリカのテレビドラマ『ジーナ』の主人公を務めた。
また、『宇宙空母ギャラクティカ』ではナンバー3を務めた。

## 青年期まで
7人兄弟（ルーシー以外に姉妹が一人、兄弟が5人）の5番目の子としてMount Albert に生まれた。母は銀行家、父はMount Albertの市長。
小学校2年生から俳優業を始め、 地元にあるMarist Collegeにも通った。
オークランド大学 で1年間外国語を学んだあと中退し、ボーイフレンドとともにドイツからスイスまで旅行した後、オーストラリアに移った。その後彼女は一時的に金鉱山で働き、20歳の時から再び女優の仕事を始めた。

### 出演作品
- Hercules and the Amazon Women (1994)(Lysia)
- Hercules: The Legendary Journeys (1995-1999)（XenaまたはLyla役で8話分出演）
- ジーナ Xena: Warrior Princess (1995-2001)... ジーナ他(Main Character:134話分出演)
- Xファイル The X Files (2001)（Shannon McMahon 役で2話分出演)
- Tarzan (2003)... as Kathleen Clayton (7話分出演)
- ユーロトリップ EuroTrip (2004)... as Madame Vandersexxx
- ブギーマン Boogeyman (2005)... as Mary Jensen
- Vampire Bats (2005)... as Maddy Rierdon
- 宇宙空母ギャラクティカ Battlestar Galactica (2005-)（ナンバー3ことD'Anna Biers）
- ラリーのミッドライフ★クライシス Curb Your Enthusiasm (2007)（本人役で）
- ベッドタイム・ストーリー Bedtime Stories  (2008)（アスペン）
- ビッチ・スラップ 危険な天使たち Bitch Slap (2009)
- Flight of the Conchords (2009)... as Paula
- スパルタカス Spartacus: Blood and Sand (2010)
- 死霊のはらわた リターンズ Ash vs Evil Dead (2015-)